# Tetraponera hysterica
Tetraponera hysterica är en myrart som först beskrevs av Auguste-Henri Forel 1892.  Tetraponera hysterica ingår i släktet Tetraponera och familjen myror.

## Underarter
Arten delas in i följande underarter:
- T. h. dimidiata
- T. h. hysterica
- T. h. inflata

## Bildgalleri

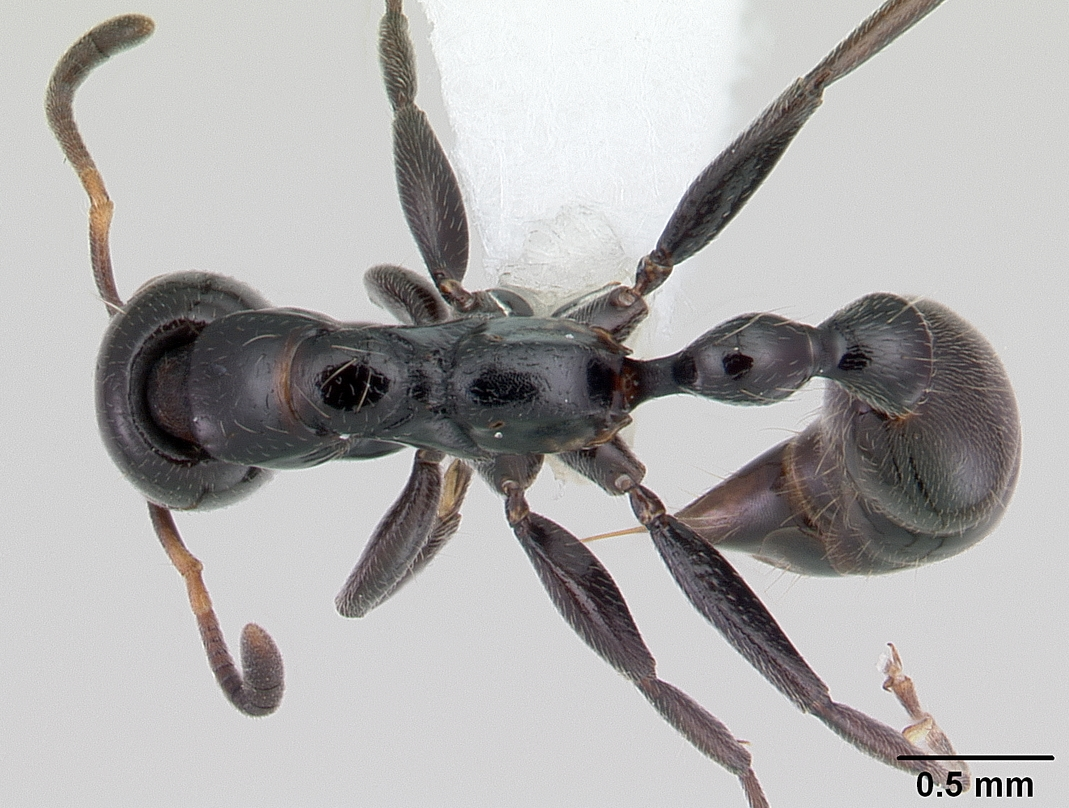
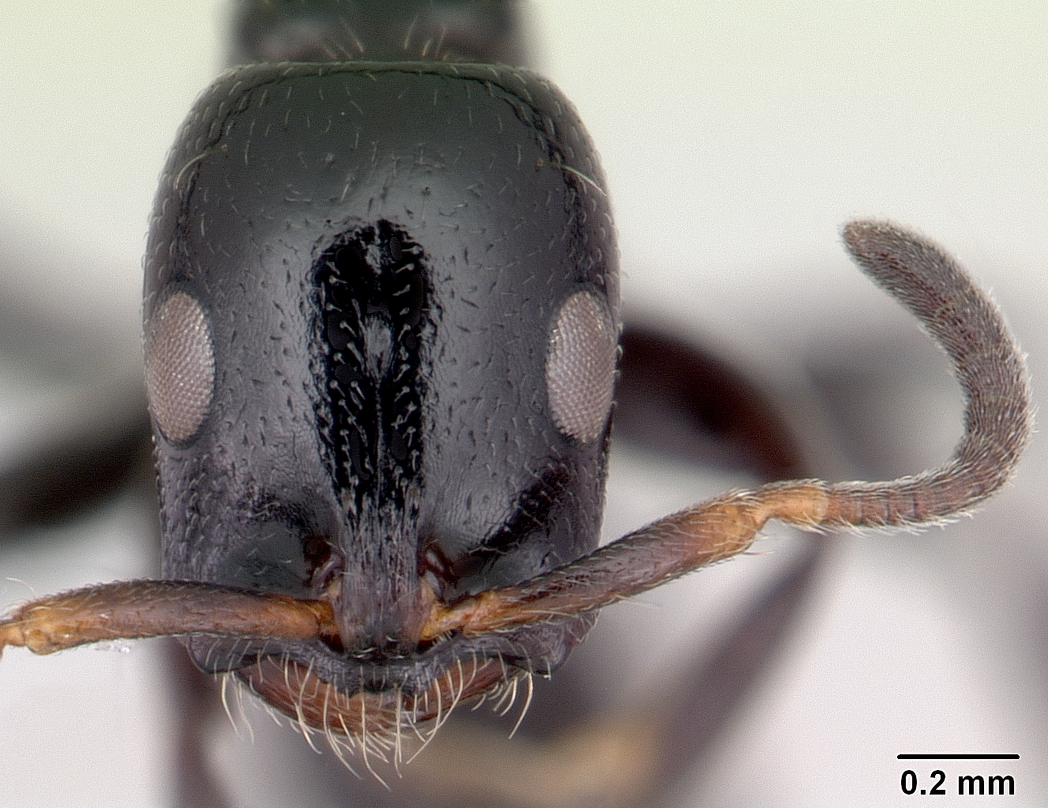
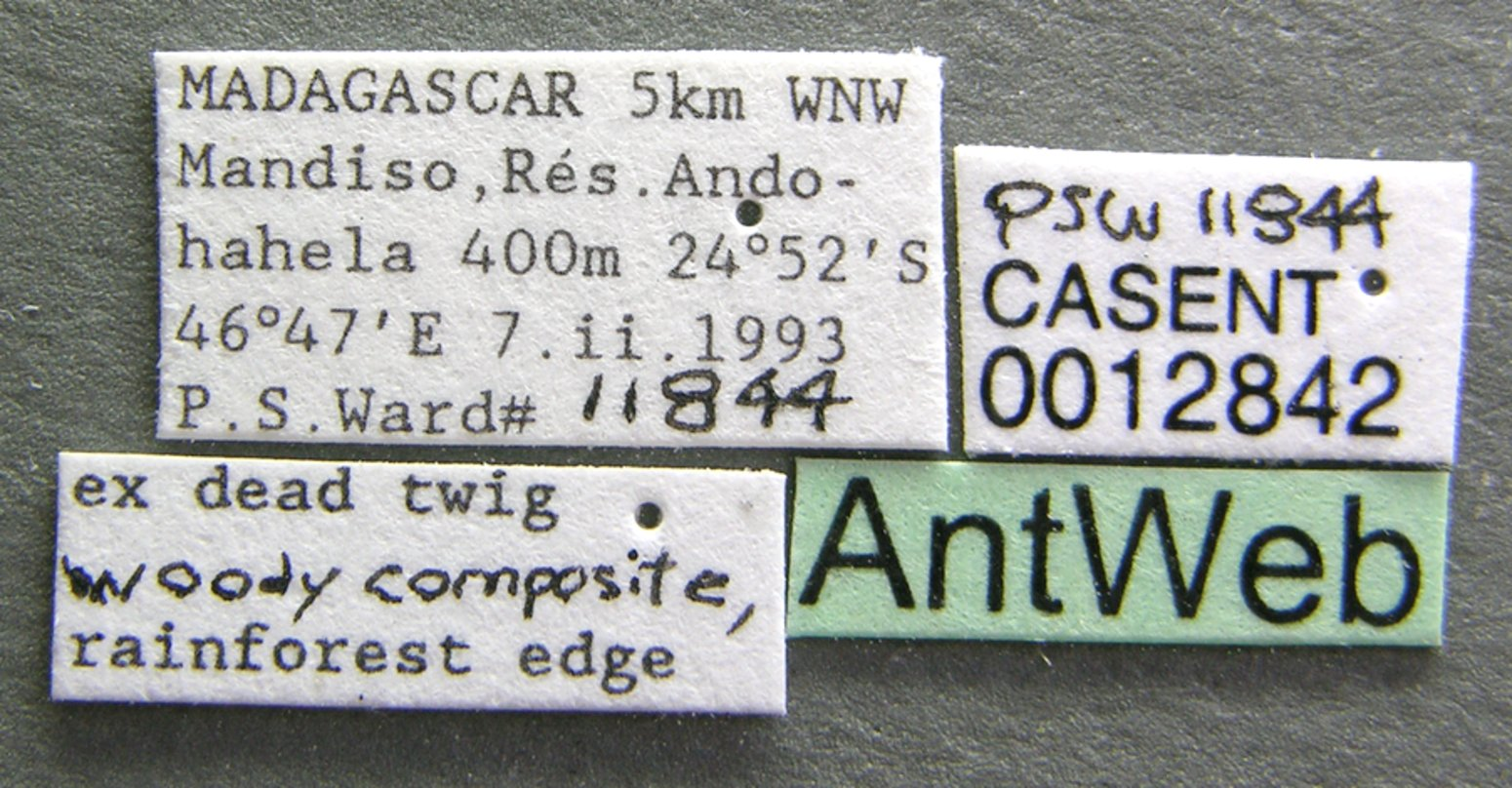
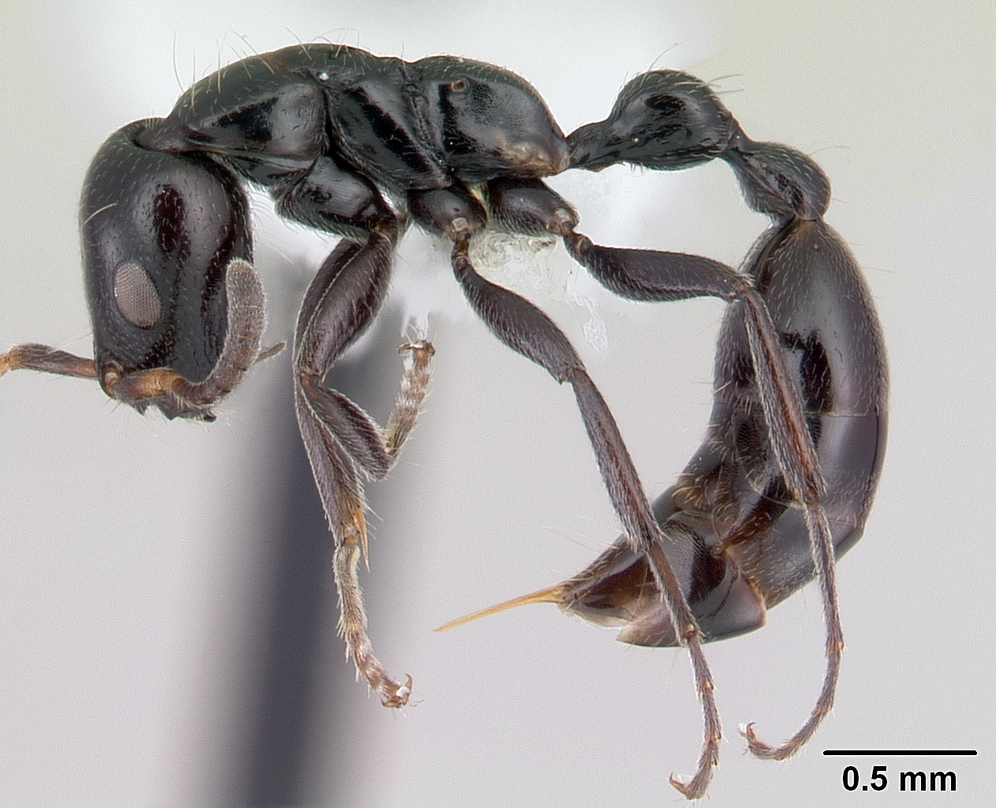
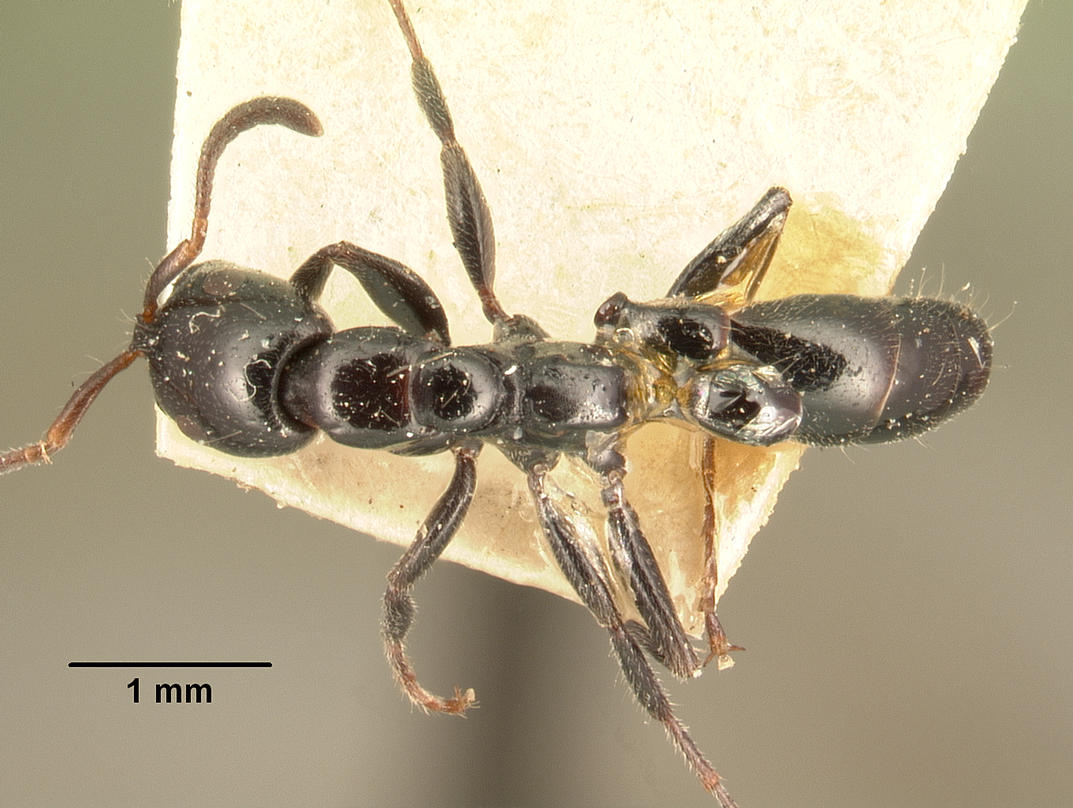
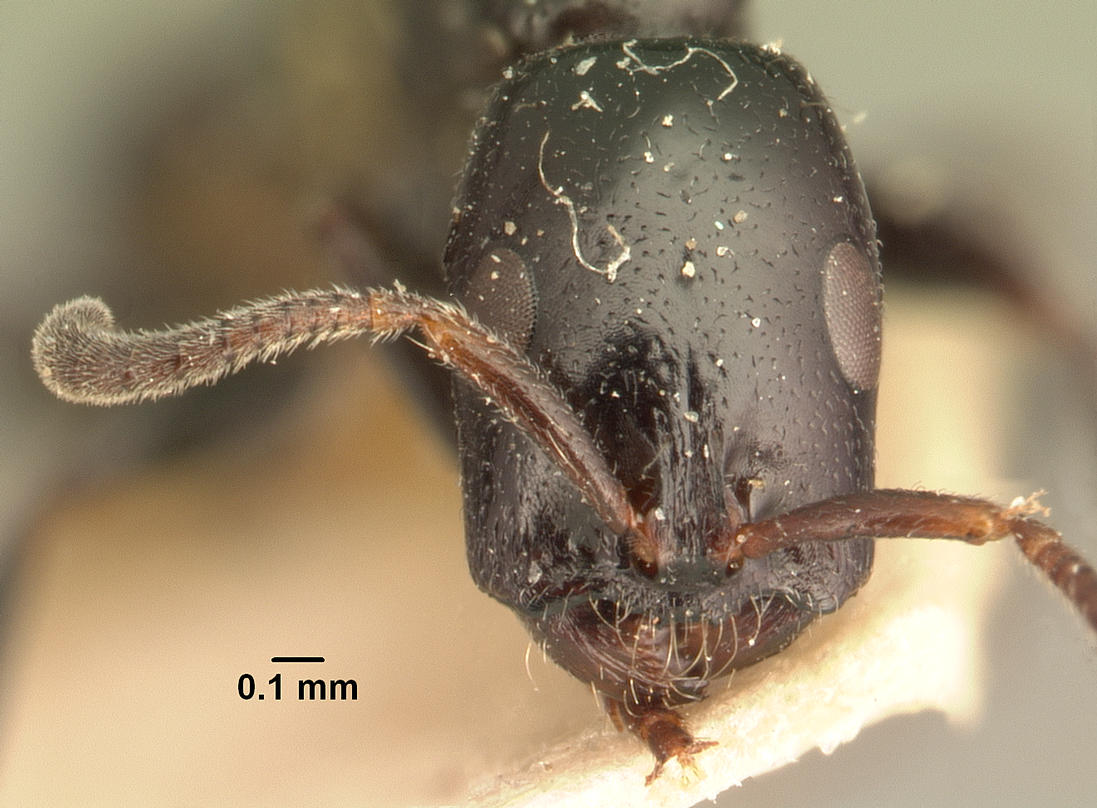